# Nguyễn Duy Bi
Nguyễn Duy Bi (sinh năm 1940 2022){https://twitter.com/intent/tweet?text=https://www.qdnd.vn/ban-doc/tin-buon/dong-chi-thieu-tuong-nguyen-duy-bi-tu-tran-711681}, là một sĩ quan cấp cao trong Quân đội nhân dân Việt Nam, hàm Thiếu tướng, nguyên Sư đoàn trưởng Sư đoàn Phòng không 377, Tham mưu trưởng Quân chủng Phòng không, Cục trưởng Cục Tác chiến Điện tử Bộ Tổng Tham mưu.

## Thân thế và sự nghiệp
Ông sinh ngày 25 tháng 12 năm 1940 tại xã Kỳ Thư, huyện Kỳ Anh, tỉnh Hà Tĩnh, nhập ngũ ngày 12 tháng 4 năm 1963, được kết nạp vào Đảng ngày 16 tháng 11 năm 1964.
Năm 1959, ông là Bí thư Chi đoàn, phó Ban Bình dân Học vụ xã Kỳ Thư, huyện Kỳ Anh, tỉnh Hà Tĩnh, rồi theo học tại Trường Trung cấp Ngân hàng Trung ương
Tháng 10 năm 1960, phụ giáo Trường Ngân hàng tỉnh Hà Đông
Tháng 4 năm 1963, nhập ngũ, là chiến sĩ Đại đội 2, Tiểu đoàn 4 trực thuộc Bộ Tư lệnh Thủ đô
Ngày 12 tháng 4 năm 1963, chiến sĩ Đại đội 4, Trung đoàn 228B Bộ Tư lệnh Phòng không. 
Tháng 5 năm 1965, ông là trắc thủ cự ly, tiểu đội trưởng chuyển Binh chủng Tên lửa Phòng không
Năm 1966, là sĩ quan điều khiển tên lửa, trưởng xe YA Tiểu đoàn 64 Trung đoàn Tên lửa 236 Quân chủng Phòng không Không quân
Tháng 12 năm 1967, trưởng xe YA kiêm sĩ quan điều khiển tên lửa, đại đội phó rồi đại đội trưởng Đại đội 1 Tiểu đoàn 64 Trung đoàn Tên lửa 236 Bộ Tư lệnh Binh chủng Tên lửa Quân chủng Phòng không Không quân
Tháng 12 năm 1969, theo học lớp bổ túc cán bộ tham mưu Quân chủng Phòng không Không quân
Tháng 4 năm 1971, được điều về làm trợ lý Phòng Tác chiến Bộ Tham mưu Quân chủng Quân chủng Phòng không
Tháng 9 năm 1971, được cử sang học Chỉ huy Kỹ thuật Tên lửa Phòng không tại Trường Cao đẳng Phòng không Ô-đéc-xa của Liên Xô. 
Tháng 10 năm 1976, ông là trợ lý Phòng Quân binh chủng, Cục Nhà trường Bộ Tổng Tham mưu
Tháng 8 năm 1979, chuyển sang làm Trung đoàn trưởng Trung đoàn Tên lửa 257 Sư đoàn Phòng không 369 Quân chủng Phòng không
Tháng 9 năm 1982, tiếp tục được cử qua Liên Xô theo học tại Học viện Bộ Tổng Tham mưu Vô-rô-si-lốp
Tháng 9 năm 1984, ông được bổ nhiệm giữ chức vụ Sư đoàn phó kiêm Tham mưu trưởng Sư đoàn Phòng không 377 Quân chủng Phòng không
Tháng 12 năm 1987, ông được bổ nhiệm giữ chức vụ Sư đoàn trưởng Sư đoàn Phòng không 377 Quân chủng Phòng không
Tháng 9 năm 1989, ông theo học tại Học viện Chính trị Quân sự theo chương trình Học viện Nguyễn Ái Quốc
Tháng 1 năm 1990, Phó Tham mưu trưởng Quân chủng Phòng không, Thường vụ Đảng ủy Bộ Tham mưu Quân chủng Phòng không
Năm 1991, quyền Tham mưu trưởng Quân chủng Phòng không
Tháng 9 năm 1992, ông giữ chức Cục trưởng Cục Tác chiến Điện tử Bộ Tổng Tham mưu
Tháng 7 năm 2003, nghỉ hưu
Thiếu tướng (10.1994).

## Khen thưởng
• Huân chương Quân công hạng Ba
• Huân chương Chiến công (hạng Nhất, Nhì, Ba)
• Huân chương Chiến sĩ vẻ vang (hạng Nhất, Nhì, Ba)
• Huy chương Quân kỳ Quyết thắng
• Huy hiệu 40 năm tuổi Đảng. 